# Björns vänner
Björns vänner är ett svenskt popband från Malmö. 
Bandet bildades 2001 och hade sin första spelning på en liten musikfestival i Folkets park i Malmö 2001. Musikfestivalen arrangerades av Björn Ericsson och fick namnet ”Björns dag”, och således kom bandet också att kallas för ”Björns vänner”. Bandet släppte sin första EP 2002 med namnet Kvar på film och släppte därefter fullängdsalbumet Tappat halva hjärnan 2004.
2004 splittrades gruppen och gruppens sångare Richard Schicke flyttade till London. Gruppen gjorde sin sista spelning på The Tivoli i Helsingborg i mars 2004. Trots splittringen släppte gruppen skivan Får ett eget liv 2005 med tidigare outgivet material blandat med äldre låtar, vilket följdes av en turné under 2005 med namnet Sista fukin spelningarna forever & ever.
Våren 2014 återförenades bandet utan gitarristen Pelle Holmgren, men med John Bjerkert på trummor, som ersatte David Fridlund, och samma sommar spelade gruppen på Malmöfestivalen. Hösten 2014 släppte de albumet Ni har stulit våra drömmar. I december 2017 släpptes samlingsalbumet Lyssnar på en inre röst på vinyl, vilket föregåtts av en omröstning om vilka låtar som skulle ingå.
I april 2018 släpptes skivan Smyger i skuggorna, med Tias Carlson som ny gitarrist.

## Medlemmar
- Richard Schicke – sång, gitarr
- Conny Fridh –  bas, sång
- Tias Carlson – gitarr, sång (2018–)
- John Bjerkert – trummor (2014–)
- Markus Slivka – piano, orgel

Tidigare medlemmar
- Pelle Holmgren – gitarr, sång (2001–2004)
- David Fridlund – trummor (2001–2004)

## Diskografi

### Album
- 2003 – Tappat halva hjärnan
- 2005 – Får ett eget liv
- 2006 – Live på Chokladfabriken
- 2014 – Ni har stulit våra drömmar
- 2017 – Lyssnar på en inre röst (samling, vinyl)
- 2018 – Smyger i skuggorna

### EP
- 2002 – Kvar på film
- 2004 – Alexander Lukas
- 2014 – Märker ni ingenting alls?

### Singlar
- 2003 – Vad ska jag med ett foto på dig
- 2005 – Mörkröda tomater
- 2016 – Ut, upp, förbi, bort/Nu är han död
- 2016 – De vakande två
- 2017 – Dåliga förlorare/Sista spiken
- 2018 – NYC Man
- 2018 – KBH singel
- 2019 – Print screen (Live på Victoriateatern)
- 2020 – Isoleringskväll (Live på Victoriateatern)